# Алким (софист)
Алким (лат. Alcimus) — римский софист второй половины IV века.
Алким происходили из Никомедии. Между 343 и 348 годом он арестовывался вместе с Либанием в Никомедии по сфабрикованному обвинению в убийстве. Алким преподавал риторику в Никомедии. В 356 году он путешествовал в Рим, где гостил у Василия Великого. Спустя год Алким устраивал в Никомедии выступления зверей. Имел влияние в Вифинии. В 362/363 году Алким посещал двор императора Юлиана Отступника в Антиохии. Его родственником был Арестенет.